# Schroeder
Schroeder é um município brasileiro do norte do estado de Santa Catarina. Foi fundado em 3 de outubro de 1964, com a área de 143,570 km².

## História
A origem do nome do município deve-se ao senador Christian Mathias Schroeder, natural da cidade de Hamburgo, localizada no norte da Alemanha. Schroeder também é conhecida informalmente pelo nome de Schroeder Straße, principalmente entre a população mais idosa que ainda fala o alemão. A maioria dos habitantes deste município é descendente de alemães oriundos do norte da Alemanha. A presença de outras etnias, notavelmente a italiana, também fazem parte da construção histórica do município.
A história do município tem início já com o casamento de dona Francisca Carolina Joana Leopoldina Romana Xavier de Paula Micaela Rafaela Gabriela Gonzaga de Bragança (1824-1898) e o Príncipe François Ferdinand Philippe Louis Marie d'Orléans (1818-1900). No dia 1 de maio de 1843, a princesa Dona Francisca Carolina, filha de Dom Pedro I, casou-se com o príncipe de Joinville, François Ferdinand, filho do rei dos franceses Luís Felipe, e recebeu como dote de casamento um pedaço de terra próximo, a colônia de São Francisco, hoje a cidade de São Francisco do Sul. Em 1846 o engenheiro Jerônimo Coelho viajou ao local para fazer a demarcação das terras.
Em 1848, o rei dos franceses Luís Felipe foi destronado e seu filho François se refugiou na Inglaterra. Ao começar a sofrer dificuldades financeiras, vendeu parte do território ao então dono da Sociedade Colonizadora Hamburguesa, o senador alemão Christian Mathias Schroeder, oito das 25 léguas recebidas como dote. O senador lançou, então, um projeto de povoação de parte desse território. Parte dos colonos adquiriram terras nas imediações da comunidade onde atualmente é o bairro Schroeder I, iniciando assim a colonização das terras que formam hoje a cidade de Schroeder.
Com o aumento da população, criou-se o distrito de Schroeder, ainda ligado a Guaramirim. Pela lei nº 424 de 31 de julho de 1959 de Guaramirim, foi criado o distrito, e na época nomeado o senhor Helmuth Moritz Germano Hertel para o cargo de intendente distrital. A emancipação veio apenas em 3 de outubro de 1964, em decreto assinado pelo governador Celso Ramos. Como prefeito provisório foi nomeado o senhor Paulo Roberto Gneipel, que permaneceu no cargo até a data de 14 de novembro de 1965, quando assumiu o primeiro prefeito eleito, o senhor Ludgero Tepasse, eleito em 3 de outubro de 1965.

## Geografia
Localiza-se a uma latitude 26º24'45" sul e a uma longitude 49º04'23" oeste, estando a uma altitude de 38 metros. Sua população segundo o censo de 2022 era de 20.031 habitantes.

## Política

### Prefeitos
1. Paulo Roberto Gneipel (prefeito provisório) - 3 de outubro de 1964 a 31 de janeiro de 1965
2. Ludgero Tepasse (prefeito ) - 15 de novembro de 1965 a 31 de janeiro de 1970
3. Aldo Romeo Pasold (prefeito) e Gerhard Zastrow (vice-prefeito) - 31 de janeiro de 1970 a 31 de janeiro de 1973
4. Ludgero Tepasse (prefeito) e Paulo Roberto Gneipel (vice-prefeito) -1 de janeiro de 1973 a 1 de fevereiro de 1977
5. Helmuth Moritz Germano Hertel (prefeito) e Gerhard Zastrow (vice-prefeito) - 1 de fevereiro de 1977 a 1 de fevereiro de 1983
6. Aldo Romeo Pasold (prefeito) e Ademar Piske (vice-prefeito) - 1 de fevereiro de 1983 a 1 de janeiro de 1989
7. Ademar Piske (prefeito) e Ademir Fischer (vice-prefeito) - 1 de janeiro de 1989 a 1 de janeiro de 1993
8. Hilmar Rubens Hertel (prefeito) e Gregório Alois Tietz (vice-prefeito) - 1 de janeiro de 1993 a 31 de dezembro de 1996
9. Gregório Alois Tietz (prefeito) e Osvaldo Jurck (vice-prefeito) - 1 de janeiro de 1997 a 31 de dezembro de 2000 -
10. Osvaldo Jurck (prefeito) e Orlando Tecilla (vice-prefeito) - 1 de janeiro de 2001 a 31 de dezembro de 2004
11. Felipe Voigt (prefeito) e Luis Aparicio Ribas (vice-prefeito) - 1 de janeiro de 2005 a 31 de dezembro de 2008
12. Felipe Voigt (prefeito) e Luis Aparicio Ribas (vice-prefeito) - 1 de janeiro de 2009 a 31 de dezembro de 2012
13. Osvaldo Jurck (prefeito) e Moacir Zamboni (vice-prefeito) - 1 de janeiro de 2013 a 31 de dezembro de 2016
14. Osvaldo Jurck (prefeito) e Adriano Kath (vice-prefeito) - 1 de janeiro de 2017 a 31 de dezembro de 2020
15. Felipe Voigt (prefeito) e Lauro Tomczak (vice-prefeito) - 1 de janeiro de 2021 a 21 de agosto de 2023
16. Lauro Tomczak (prefeito) 24 de agosto de 2023 a 31 de dezembro de 2024
17. Jair Bridaroli (prefeito) e Adriano Kath (vice-prefeito) - 1 de janeiro de 2025 a 31 de dezembro de 2028

## Economia
A economia de Schroeder, município do norte do estado de Santa Catarina, é caracterizada por uma base diversificada, com destaque para os setores industrial, agrícola e de serviços. A indústria desempenha papel central, especialmente nos ramos metalmecânico, têxtil, moveleiro e alimentício, que impulsionam o desenvolvimento local e geram grande parte dos empregos formais. A cidade abriga empresas de pequeno, médio e grande porte, muitas com atuação nacional e internacional. 
A agricultura também tem relevância, com produção de milho, banana, hortaliças e criação de suínos e aves, integrando-se às cadeias produtivas regionais. A agricultura familiar é expressiva e contribui para o abastecimento interno e para a economia solidária.
O setor de serviços vem crescendo, acompanhando a urbanização e o desenvolvimento socioeconômico do município. Schroeder se destaca ainda pelo ambiente favorável aos negócios, com políticas públicas de incentivo ao empreendedorismo, infraestrutura em expansão e localização estratégica próxima a polos industriais como Joinville e Jaraguá do Sul.
Uma curiosidade e divisor de águas para a cidade foi a batalha de autoridades locais, a partir do início da década de 1990, para substituir a cultura do fumo, então uma das maiores culturas agrícolas da cidade (em sintonia com o crescente combate ao uso do cigarro no Brasil) por outra atividade sem que houvesse prejuízos à economia da cidade. A substituição se deu para a bananicultura, hoje a principal atividade agroindustrial e que hoje tem significativa importância para a manutenção de elevados níveis socioeconômicos.
De acordo com o Atlas da Exclusão Social 2015, Schroeder é a 4ª cidade mais igualitária do país, com um Índice de Exclusão de 0,831.

## Cultura

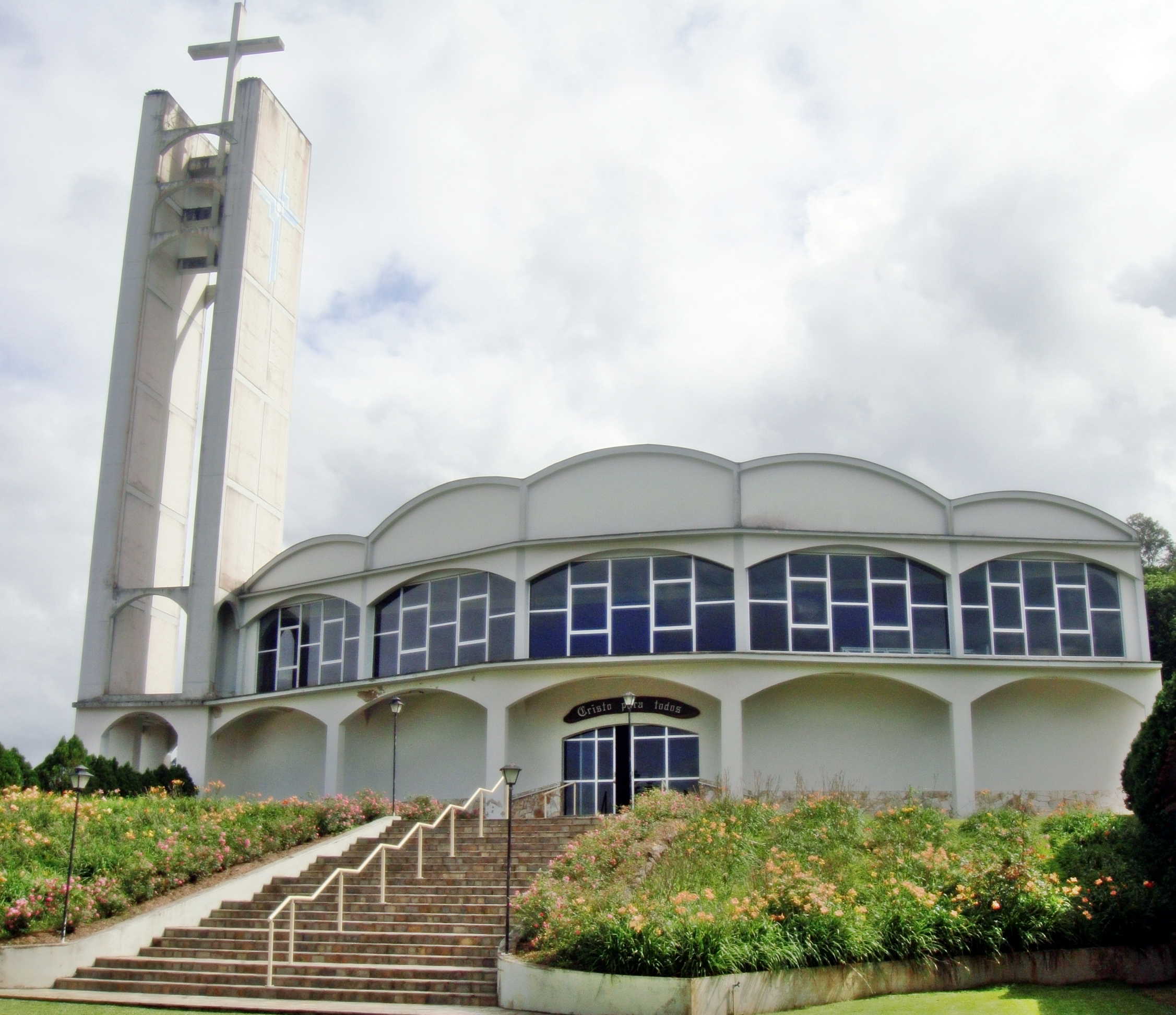
Templo da Igreja Evangélica Luterana do Brasil (IELB), em Schroeder - SC. Congregação Cristo. Atualmente o maior templo da IELB na América Latina.

A cidade possui forte influência da colonização alemã no início do século XX. Grande parte desses imigrantes alemães eram de religião evangélica luterana, oriunda da reforma de Lutero, que reflete no elevado número de luteranos na região atualmente.
Diversas tradições ainda são preservadas na cidade, entre elas os clubes de tiro e os reservados à prática de bolão (esporte similar ao boliche). Os mais movimentados são o Clube de Caça e Tiro Bracinho, a Sociedade Esportiva e Recreativa Bandeirantes, a Sociedade Esportiva e Recreativa Schroeder III, a Sociedade Recreativa de Tiro ao Alvo Rio Camaradas e a Sociedade Vitória.

## Esportes e entretenimento
A cidade conta com grupos de teatro, segundo tempo, vôlei, grupo folclórico, banda municipal, aulas de dança gaúcha, balé, futsal, criança em dança, roda de viola, aulas de violão e associação de ciclismo (Pedala Schroeder), entre outros.

## Bairros
Schroeder possui o total de 13 Bairros: inclui-se Centro - Leste
| Numeração | Nomes dos Bairros |
| --------- | ----------------- |
| 1         | Bracinho          |
| 2         | Braço do Sul      |
| 3         | Centro            |
| 4         | Centro-Norte      |
| 5         | Duas Mamas        |
| 6         | Itoupava-Açu      |
| 7         | Rancho Bom        |
| 8         | Rio Hern          |
| 9         | Schroeder I       |
| 10        | Schroeder III     |
| 11        | Sossego           |
| 12        | Tomaselli         |

## Educação
Schroeder conta com inúmeras escolas municipais, creches e três escolas estaduais: E.E.F Luiz Delfino (Braço do Sul), E.E.B Miguel Couto (Centro), E.E.B Eliza Cláudio Aguiar (Schroeder I).